# Paul Lahninger
Paul Lahninger (* 1955 in Wien) ist ein österreichischer Autor und Lehrbeauftragter für soziale Kompetenz. Paul Lahninger entwickelte neue methodische Ansätze und Interventionstechniken für Lehre und Führungsaufgaben, insbesondere für den Umgang mit Widerstand und Konflikten.

## Leben
Nach einem dreijährigen Entwicklungshelfereinsatz in Papua-Neuguinea war er bis 1986 Hauptschullehrer, machte sich dann selbständig und gründete das Unternehmen „Ferienwerkstatt“ in Griechenland. Zugleich absolvierte er Ausbildungen als Motivations- und Leitungstrainer und wurde Psychotherapeut.
Seit 1988 ist er Lehrbeauftragter im Trainernetzwerk AGB-Seminare, an der Universität Graz, in Fachhochschulen und Wirtschaftskammern.
Paul Lahninger ist verheiratet und hat zwei Kinder. Er lebt in Salzburg.

## Veröffentlichungen
- Mitautor in: Michael Thanhoffer u. a.: Kreativ unterrichten, 3. Auflage, Ökotopia Verlag, Münster 1997, ISBN 3-925169-39-3
- leiten * präsentieren * moderieren, 6. Aufl. Ökotopia Verlag, Münster 2008, ISBN 3-931902-20-X
- Konflikte lösen, DVD-Seminar, Breuer&Wardin-Birkenbhil-Media, Bergisch Gladbach 2005, ISBN 3-937864-60-1
- Motivation fördern, DVD-Seminar, Breuer&Wardin-Birkenbhil-Media, Bergisch Gladbach, 2005, ISBN 3-937864-58-X
- Selbstwert stärken, DVD-Seminar, Breuer&Wardin-Birkenbhil-Media, Bergisch Gladbach, 2005, ISBN 3-937864-59-8
- Widerstand als Motivation, Herausforderungen konstruktiv nutzen, 2. Aufl. Ökotopia Verlag, Münster 2007, ISBN 3-936286-75-2
- Nährende Zeilen, persönlich und spirituell wachsen, Denkmayr-Verlag, Linz 2007, ISBN 978-3-902488-94-7
- Nährende Gedichte und Musik, Audio-CD, Eigenverlag, Salzburg 2007, ISBN 978-3-200-01121-2
- Affirmationskärtchen, Wohltuende Leitsätze, Denkmayr Verlag, Linz, 2007, ISBN 978-3-902488-96-1
- Reise zur Lösung, managerSeminare, Bonn 2010, ISBN 978-3-941965-00-3
- Beiträge in Fachjournalen, unter anderem auch im ORF, Ö1, Wien 2007
- Interventionstechniken nutzen, in: Training in der Bildungsgesellschaft, Herausgeber: Univ.-Prof. Dr. Gerhard Niedermair, Trauner Verlag, Linz 2010, ISBN 978-3-85499-705-4
- Moderationstraining – die Hebammenkunst des Sokrates üben, in: Universitäten vermitteln soziale Kompetenz, Herausgeber: Klaus Scala, Nausner & Nausner, Graz 2010, ISBN 978-3-901402-14-2
- Lust zu leiten, Impulse zur Eigenverantwortung in 3 DVD-Seminaren, Auditorium-Netzwerk, Müllheim-Baden, 2011, Art.Nr. 1243D
- Ich-Stärke entfalten, DVD-Seminar, managerSeminare, Bonn 2013, ISBN 978-3-941965-74-4
- Das Stückwerk der Liebe, Roman, Edition Tandem, Salzburg Mai 2014, ISBN 978-3-902932-16-7
- unterwegs notiert, Gedichte und Bilder, Edition Tandem, Salzburg Mai 2016, ISBN 978-3-902932-51-8
- Hörst du, was der Baum dir erzählt, Ballade, Infos, Zeichnungen, Fotos, BayerVerlag, 4073 Wilhering, ISBN  978-3-902952-58-5
- Willkommen mein Freund, Wanderbares, abenteuerliches, liebevolles Griechenland August 2020, Edition Tandem, ISBN 978-3-904068-25-3
- Die Melodie des Lebens, Gedichte und Bilder, Innsalz Verlag, Munderfing 2023, ISBN 978-3-903321-95-3
- Hilfsbereit sein? – No na! Was sonst?, Lebensgeschichte von Gerhard Entfellner, in Apropos Juni 2023, Ausgabe Nr. 237, Salzburg
- Erotische Funken – gelingende Liebe, Wege zu einer erfüllenden Beziehung und Liebespoesie in griechischen Liedern, Innsalz Verlag, Munderfing 2024, ISBN 978-3-903496-16-3

| Personendaten    | Personendaten                                                     |
| ---------------- | ----------------------------------------------------------------- |
| NAME             | Lahninger, Paul                                                   |
| KURZBESCHREIBUNG | österreichischer Autor und Lehrbeauftragter für soziale Kompetenz |
| GEBURTSDATUM     | 1955                                                              |
| GEBURTSORT       | Wien                                                              |